# A1E1 インディペンデント重戦車
ヴィッカース A1E1 インディペンデント重戦車は、イギリスにおいて戦間期に製造された多砲塔戦車である。

## 概要
ヴィッカース社とイギリス陸軍によって1924年から共同開発され、1925年末に登場した。試作段階にしか達しなかったものの、多数の戦車の設計に影響を及ぼした。
戦車に”A”、装軌式装甲車に”B”、装輪式装甲車に”D”で始まる参謀本部制式番号（General Staff number）を付与する方針により、イギリス陸軍初の制式重戦車として"A1"の参謀本部制式番号が与えられた。これに1番目の試作車を意味する"E1"を加え、"A1E1"とされた。
インディペンデントは実戦には一度も参加しなかったが、各国陸軍は本車を模倣した。A1E1のデザインが影響したとみなせるものとしては、ソビエト連邦のT-28中戦車とT-35多砲塔戦車、ドイツのグローストラクトーアとノイバウファールツォイク、さらにイギリス軍のA6中戦車とヴィッカース中戦車 Mk.IIIと巡航戦車 Mk.I（3砲塔型）、日本の試製一号戦車、アメリカのT1重戦車などの戦車が挙げられる。特にソ連赤軍のT-35多砲塔戦車は、本車の計画とレイアウトに多大な影響を受けたものであった。
また、A1E1が大型・高価な戦車（戦艦に相当）となる事から、それを補うための小型・安価な戦車（駆逐艦に相当）としてイギリスはカーデン・ロイド豆戦車を開発し、多くの国が購入、あるいは模倣した豆戦車を開発し、間接的な影響を与えた。
なお、A1E1が、多砲塔戦車の元祖とされるが（影響力という点では間違いではない）、厳密には、フランス陸軍のシャール 2C重戦車の試作車は、前後2基の砲塔（前が主砲塔、後ろが銃塔）を持つ多砲塔戦車であり、A1E1よりも4年も早い1921年に完成している。
 - シャール2C の側面図

## 歴史
1922年から、ヴィッカース社は陸軍省からの任務に取り組み、重戦車の設計を行っていた。
1924年にイギリス陸軍参謀本部は、歩兵の支援無しに単独で塹壕を突破可能な、多砲塔重戦車の試作車を発注した。
1925年に試作車が製造され、1926年に陸軍省に納入されたものの、資金不足のために開発は放棄されることとなった。製造されたのは1両のみで、1930年代中旬までは試験に供された。
本車自体の開発は中止されたものの、中戦車 A6、Mk.III、巡行戦車 Mk.I、Mk.III、Mk.VI クルセイダーは、全て多砲塔であり、後の多くのイギリスの中戦車の設計に影響を与えた。

現在、インディペンデント多砲塔戦車はイギリスのボービントン戦車博物館で保存されている。

## 設計

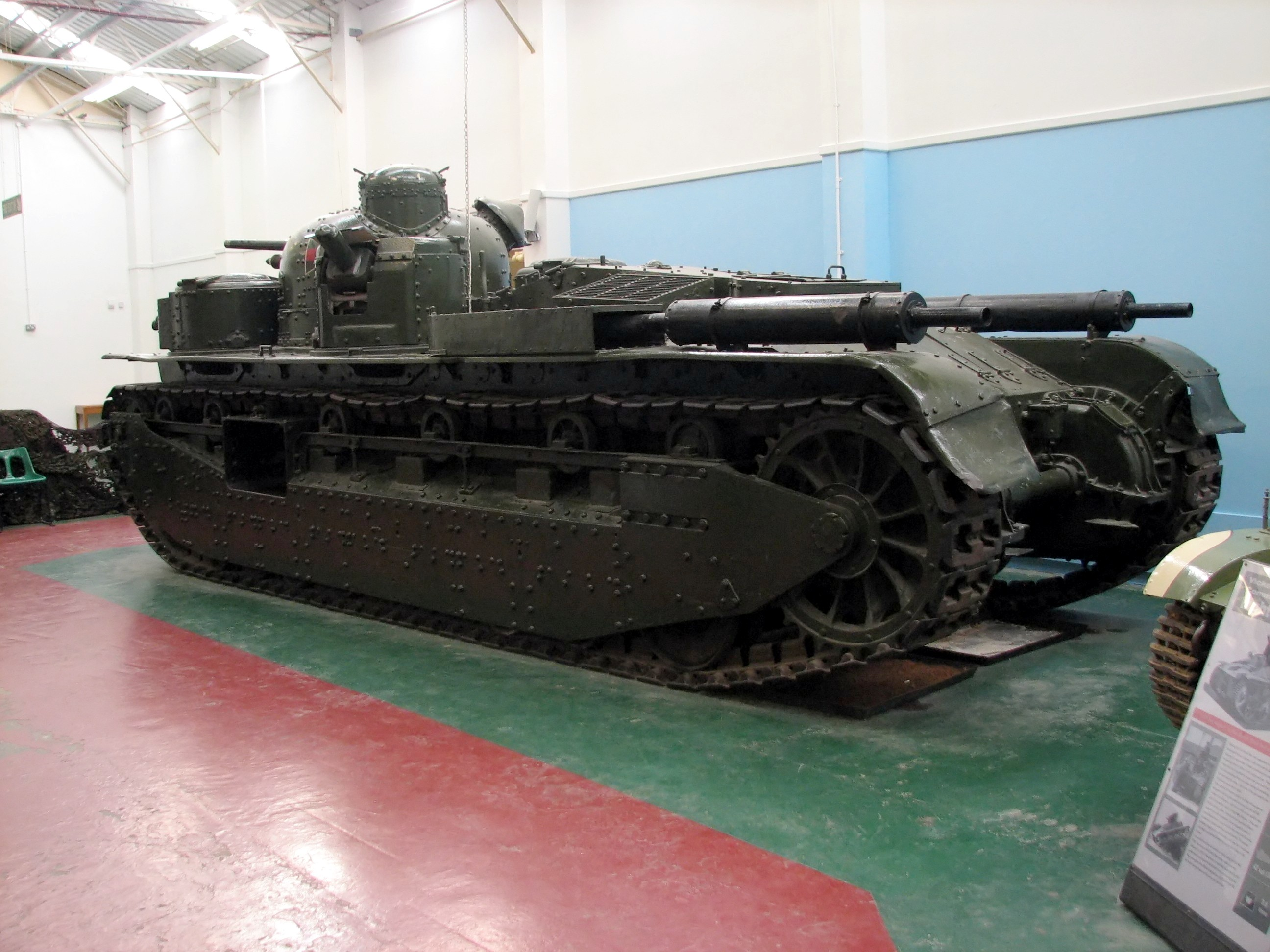
後方から見たインディペンデント重戦車。主砲塔の手前にある左舷後方副銃塔に注目。航空機に対処するために、副銃塔の装甲が開き、銃身が高仰角をとることが可能なのがわかる。

A1E1の計画は、1922年12月に、イギリス陸軍参謀本部が仕様書を作成した時に始まった。これは少なくとも9フィート (2.7 m) の塹壕横断能力を持つ無砲塔形式の戦車用であった。仕様を受け取ると、ヴィッカース社は、参謀本部のアイディアに従った車両の設計作業と、ヴィッカース社独自の多砲塔設計を開始した。2つの設計は参謀本部に提案され、参謀本部はヴィッカース社独自の多砲塔設計を選択した。
設計主務者はウォルター・ゴードン・ウィルソン（世界初の戦車の開発者の一人）。
インディペンデント戦車は多砲塔形式であり、中央の主砲塔はOrdnance QF 3ポンド（47 mm）砲を装備した。主砲塔を囲む4つの副銃塔は、それぞれ水冷式の.303（7.7 mm）ヴィッカース機関銃を装備した。副銃塔のうち2つは前方に、もう2つは後方に配置された。左舷後方副銃塔のみ、他の副銃塔より背が高くなっており、航空機に対処するために、高仰角をとることができた。この水冷式重機関銃は、本来は車体側面にスポンソン型式で2挺が装備されるはずであったが、ヴィッカース社の提案により、副銃塔形式に変更されたものであった。
車体前部に設けられた操縦席の後方に全周旋回可能な主砲塔が備わり、ここには車長用の全周旋回可能なキューポラが設けられた。各砲塔には目標指示器が装備され、車長はこの装置と車内通信機により射撃指揮を行うことが出来た。乗員は8名（操縦手・車長・砲手・装填手・機銃手×4）であった。
サスペンションを覆う両側面の装甲板（懸架框、けんかきょう）には、傾斜した泥落としと、その前方に、四角い開口部とその奥に乗降用扉が設けられ、当時の標準的な担架が通れるようになっていた。これにより、車内で負傷した乗員を引きずり出すことなく、車外に運び出すことができた。
車体後部に、排気量35.8リットル、出力370 hp（280 kW）の、アームストロング・シドレー製V12空冷ガソリンエンジンが搭載され、33 tという大重量にもかかわらず、32 km/hという（当時としては）高速を与えた。また、重さと速度を考慮して、特別に開発された、新しい油圧ブレーキシステムが組み込まれた。
車体前方には履帯のテンション・アジャスターと誘導輪（アイドラー・ホイール）が、車体後方には起動輪（スプロケット・ホイール）がある、後輪駆動方式であった。
1928年に、車体後部が強化のために改修された。

## A3E1豆戦車
1925年、イギリスのROF（ロイヤル・オードナンス、王立造兵廠）は、非常に経済的・低コストな、試作多砲塔（双砲塔）豆戦車（タンケッテ）を開発した。この試作豆戦車の開発計画には、当初、非公式名称で、「3-men Tank」、「トリプルタンク」、とも呼ばれていたが、後に公式に「A3E1」の参謀本部制式番号が付与された。
当初は、中戦車（10 t級）のシャーシから、別のクラスである豆戦車（3 t級）を開発する（既存のシャーシと部品を流用し、異なるクラスで共通化することで、安価に開発や補給や修理が行えるメリットがあるという）甘い目論見であったが、すぐに、それは無理・不可能であり、全く新しく作り直さなければならないと、気づいたよう。
（おそらく、大量生産を目的として、）安価となるよう、鋳鋼製履帯を備え、エンジンは乗合バスから、足回りとサスペンションはヴィッカース中戦車の部品から流用された（ただし、A3E1の、上部支持輪は片側5個、転輪は片側9個）。ゆえに、ヴィッカース中戦車と同じく、誘導輪（アイドラーホイール）が前方に、起動輪（スプロケットホイール）が後方にある、後輪駆動方式である。履帯幅は330 mmであった。車体前方にある誘導輪の位置を前後に微調整することで、履帯のテンションを調整することができた。足回りからわかるように、豆戦車でありながら、車体のサイズは中戦車並みである。日本語では豆戦車とは豆サイズの戦車のことなので、「中戦車サイズの豆戦車」とは、字義的には矛盾であるが、重量的には本車は豆戦車（Tankette）である。軽戦車（Light Tank）に分類されることもある（正確には、開発当時にはまだ、豆戦車というカテゴリーが確立されていなかった）。
全長5.36 m、全幅2.74 m、全高1.83 m。武装は、死角を無くす目的で、2挺のヴィッカース .303（7.7 mm）水冷式重機関銃で（積載弾数は数千発。おそらく、ベルト給弾なので、ベルトが邪魔をして、銃塔は360度旋回ではなく、射界（旋回範囲）が制限されていた可能性がある。銃塔の前後配置はそれを補う目的があったとも考えられる）、戦車の前部と後部に配置された2つの旋回銃塔に、1挺ずつ装備された。（機関銃装備の双砲塔戦車でこの前後配置型式は珍しい。多砲塔戦車の主砲塔を省略した配置とも考えられる。本車はA1E1と同じ設計思想で作られていると考えられる。）車体最前部には並列に2つの四角い搭乗用ハッチがあった。車体前部右側に操縦席とその上方に突出した操縦手用フードがあり、その左側に、車長兼機銃手用の前方旋回銃塔があった。後方旋回銃塔は、車体後部右側にあった。後方旋回銃塔の搭乗用ハッチは、後方旋回銃塔の前方の車体上面にあった。上方から見ると、逆L字の戦闘室/操縦席（車体前部と車体右側）と、L字の機関室/駆動装置（車体左側と車体後部）を組み合わせた車体構造となっていた。車体はフレームに装甲板をボルトやリベットで接合することで製造され、全ての面が同じ装甲厚6.35 mmであった。この時期（1920年代）に開発されたイギリス戦車は、どれも装甲が極めて薄く、この厚さでは徹甲小銃弾どころか尖頭小銃弾も防げない。榴弾の弾片防御くらいにしか役立たない。中戦車並みの大きさの車体を3トン程度で作ろうとすれば、全体的には、装甲はほぼ皆無と考えてよい。とはいえ、工夫も凝らされており、車高を低くし、車体側面が履帯より上にほとんど出ていないので、側面は懸架框（サスペンションを覆う装甲板）に、後面は変速装置に、防御を担わせているし、車体前面上部には傾斜装甲を、車体前面下部には曲面装甲を、採用している。戦闘重量はわずか2.84 tで、前方旋回銃塔後方の車体中部左側に縦に置かれた40馬力のAEC製水冷エンジンにより、最大速度26 km/hに達することができた（1920年代半ばの常識では、戦車の最高速度として20 km/h代は普通であり、30 km/hも出れば十分高速であった。その常識を覆し、1930年代の戦車の最高速度を40 km/h代に引き上げたのが、カーデン・ロイド豆戦車である）。ラジエーターは、車体左側上面のグリルから吸気され、車体左側面上側のルーバーから排気された。車体後面上側には、トランスミッション（4速マニュアルギアボックス、遊星操舵機構、ファイナルドライブ）やブレーキの整備用ハッチがあった。車体後面下側には、横置きのマフラーがあった。乗員は3名（車長兼前方機銃手1名、後方機銃手1名、操縦手1名）であった。
1925年末には試作車を製造する準備が整い、1926年初頭に試作車が1輌のみ製造され、試験が行われた。斜めに配置された2つの銃塔と上方に突出した操縦手用フードは、機関銃を全方向に自由に指向することを妨げ、この特徴が致命的となり、軍の最終判断を決定づけ、A3E1は不採用となった。
- [3] - B3E1装甲弾薬運搬車（B1E1 armored ammunition transporter）

間もなく、A3E1豆戦車を基に、B3E1装甲弾薬運搬車が、開発・製造された。貨物や兵員の輸送に使用することも提案された。また、牽引車としての使用も考えられていた。1926年にB3E1は試験されたが、こちらも、軍との大量生産の契約は結べなかった。
その結果、本計画は放棄された。試作車は暫く放置されたが、やがて解体された。
1926年、A3E1は、機関銃運搬車 No.1（Carrier, Machine Gun No.1）に分類・改称された。名称（分類）からするに、本車こそが、同じく機関銃運搬車と称されるカーデン・ロイド豆戦車に先立つ、機関銃運搬車の元祖だと考えられる。
（計画予定外の民間ベンチャーであるカーデン・ロイド豆戦車と異なり、）参謀本部制式番号をわざわざ与えていることと、開発時期と設計と名称（分類）を考えると、戦艦に見立てた少数の多砲塔重戦車と駆逐艦に見立てた多数の豆戦車から成る「陸上艦隊構想」に基づく、インディペンデント重戦車とペアを組むはずの豆戦車とは、1925年時点では未だ開発途上の未完成のカーデン・ロイド豆戦車の事ではなく（カーデン・ロイド豆戦車の完成形であるMk.VIの開発は、1928年である）、本来は、インディペンデント重戦車と同時開発されていた、このA3E1豆戦車だったのではないかと、推測される。
ただ、複雑な旋回双銃塔で、比較的鈍足（26 km/h）で3名乗りの大型大重量（2.84 t）な豆戦車である以上、ただの箱組みのオープントップ車体に機関銃1挺を据え付けただけの高速（40 km/h）で2名乗りの小型軽量（1.5 t）なカーデン・ロイド豆戦車に、コスト・生産性・速度・重量・省人員の点で負けたものと推測される。また、カーデン・ロイド豆戦車は、車体サイズがコンパクトな分、表面積も小さいので、重量を抑えつつも、それなりに装甲を施すことができた。どちらが安価に大量生産可能な「駆逐艦」としてふさわしいかは明らかである。それが本車が試作のみに終わった（そして、代わりにカーデン・ロイド豆戦車が採用された）理由とも考えられる。
もし、本車が制式採用され、量産されていたら、本車こそが「豆戦車（タンケッテ）の元祖」と呼ばれていたかも知れない。そして、戦車開発における、当時のイギリスの大きな影響力からして、世界各国で、同型式の前後双砲塔搭載の豆戦車が開発・製造されていたかも知れない。そして、豆戦車から発展する形で、その後の軽戦車や中戦車や重戦車の開発にも影響を与えたかも知れない（例として、1929年以後のイタリアの戦車は、豆・軽・中・重のほぼ全て、カーデン・ロイド豆戦車（C.V.29）の発展型である）。とはいえ、中戦車サイズで、装甲がほぼ皆無であり、カーデン・ロイド豆戦車のようなお手軽さが無い本車が、カーデン・ロイド豆戦車のようには、決して普及しなかったであろうことも、また、容易に想像できるのである。
- [4] - A3E1豆戦車 前方
- [5] - A3E1豆戦車 後方。車体後面に「CARRIER. M/G No.1. 1926」と書かれている。